# Charles Glen King
Charles Glen King (22. října 1896 Entiat, stát Washington – 23. ledna 1988) byl americký biochemik, který byl průkopníkem v oblasti vědy a výzkumu vitamínu C.

## Život
Charles Glen King se narodil v USA ve státě Washington 22. října 1896 a zemřel 23. ledna 1988. Jeho otec se jmenoval Charles Clement King a matka Mary Jane Bookwalter. Na Washingtonskou státní universitu šel velice brzy, avšak 1. světová válka přerušila jeho vysokoškolské studium. Ve válce působil u 12. pěšího pluku. Jakmile skončil, šel na universitu v Pitsburgu vydělávat. Od roku 1932 se začal zajímat o vitamín C. V Pitsburgu zůstal až do roku 1942 jako profesor, a poté odešel na místo ředitele vědeckého výzkumu.

## Výzkum
Své první pokusy prováděl na morčatech s citronovou šťávou. V roce 1932 se zjistilo, že vitamín C je téměř stejný s heuronickou kyselinou, na které pracoval Albert Szent-Györgyi. Výzkum SS Silva prohlásil, že to nejsou stejné směsi a Albert Szent-Györgyi dostal Nobelovu cenu za objev této kyseliny. Po dvou týdnech se výzkum omluvil a prohlásil, že vitamín C a kyselina heuronická jsou opravdu stejné směsi. Lidé si proto myslí že Charles Glen King by měl být oceněn jako Albert Szent-Györgyi.